# Даніела Друнча
Даніела Друнча (рум. Daniela Druncea, нар. 2 листопада 1990) — румунська веслувальниця, бронзова призерка Олімпійських ігор 2016 року.

## Виступи на Олімпіадах
| Олімпіада           | Дисципліна | Місце |
| ------------------- | ---------- | ----- |
| Ріо-де-Жанейро 2016 | вісімка    | 3     |

## Зовнішні посилання
- Даніела Друнча — олімпійська статистика на сайті Sports-Reference.com (англ.) (архівна версія)

1. ↑  Daniela Druncea